# Kasteel van Ottegraeven
Het kasteel van Ottegraeven of Ottegraven is een kasteel in de Belgische gemeente Voeren in Limburg. Het kasteel is gelegen tussen Schoppem en Sint-Martens-Voeren aan de straat Ottegraeven. Tussen het kasteel en de weg liggen de hoevegebouwen van de hoeve Mariahof, waardoor het kasteel voor een groot deel aan het zicht onttrokken is. Om van de hoeve bij het kasteel te komen gaat er een brug over de rond het kasteel liggende gracht.
In 1375 wordt er melding gemaakt van een Cloes van Otegroeven in de registers van het graafschap Valkenburg. Tussen 1439 en 1479 wordt in de Maastrichtse raadverdragen Lambertus/Lambrecht van Otegroven diverse malen genoemd als eigenaar van de herberg De Helm aan het Vrijthof in Maastricht. Lambertus was een zoon van Claes van Otegroven, wellicht de hierboven genoemde Cloes of een zoon van hem, van wie hij en zijn zuster Jutte de herberg en tal van andere bezittingen in de omgeving van Maastricht hadden geërfd. Mogelijk betrof de herberg oorspronkelijk een adellijk poorthuis of refugiehuis, zoals wel meer adellijke geslachten in Maastricht bezaten. Ottegraeven was een leen van het hof van den Bongardt in Sint-Martens-Voeren. Het oorspronkelijke kasteel was groter dan het bestaande gebouw en werd in de Dertigjarige Oorlog verwoest.
Thans is het een herenhuis met een rechthoekig plattegrond dat onder een schilddak opgetrokken is in baksteen. Het gebouw dateert uit 1710 toen het herbouwd werd door Henri-François de Bounam (of: Bonhome).
Bij de ingang van de oprit naar het kasteel bevindt zich een witte kapel. Deze is opgetrokken in Lodewijk XIV-stijl en heeft een mansardedak met een ui-vormig spitsje en kruis.
In de nabijheid van het kasteel bevond zich vroeger de watermolen Pompmolen. Achter het kasteel ligt het riviertje de Voer die de watermolen voedde.
Ten noorden van het kasteel ligt het bosgebied Schoppemerheide.

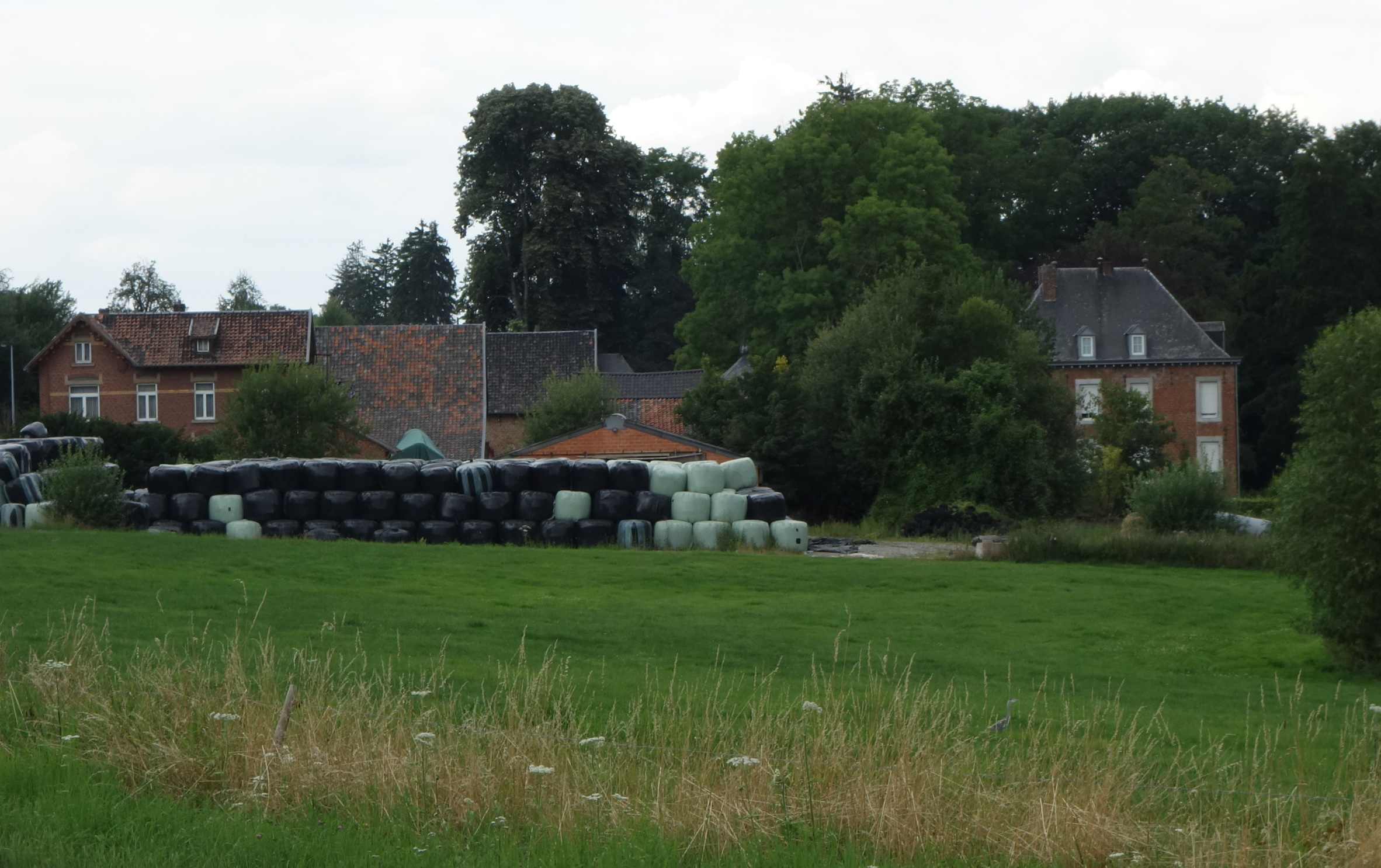
Omgeving
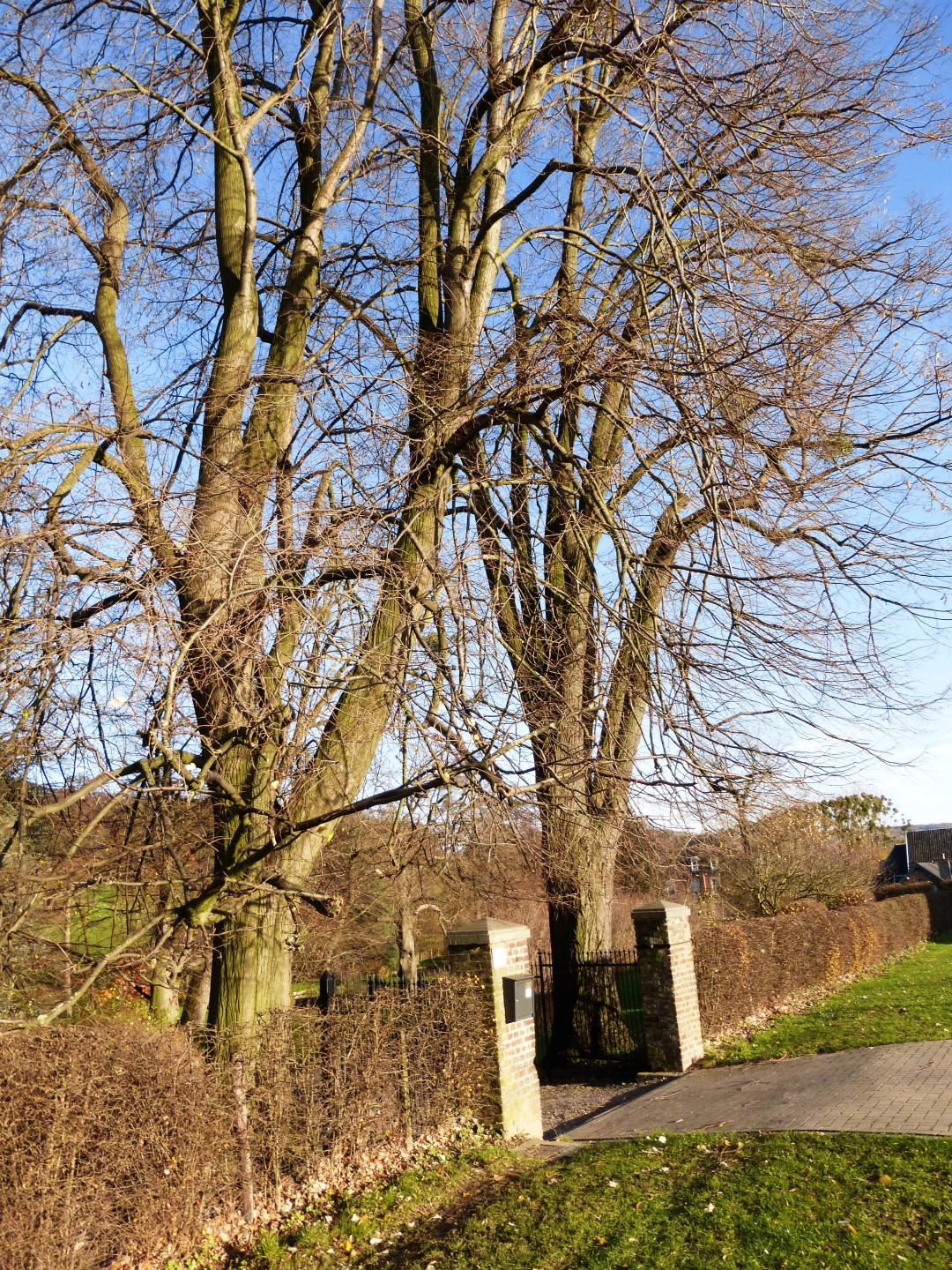
Entree landgoed
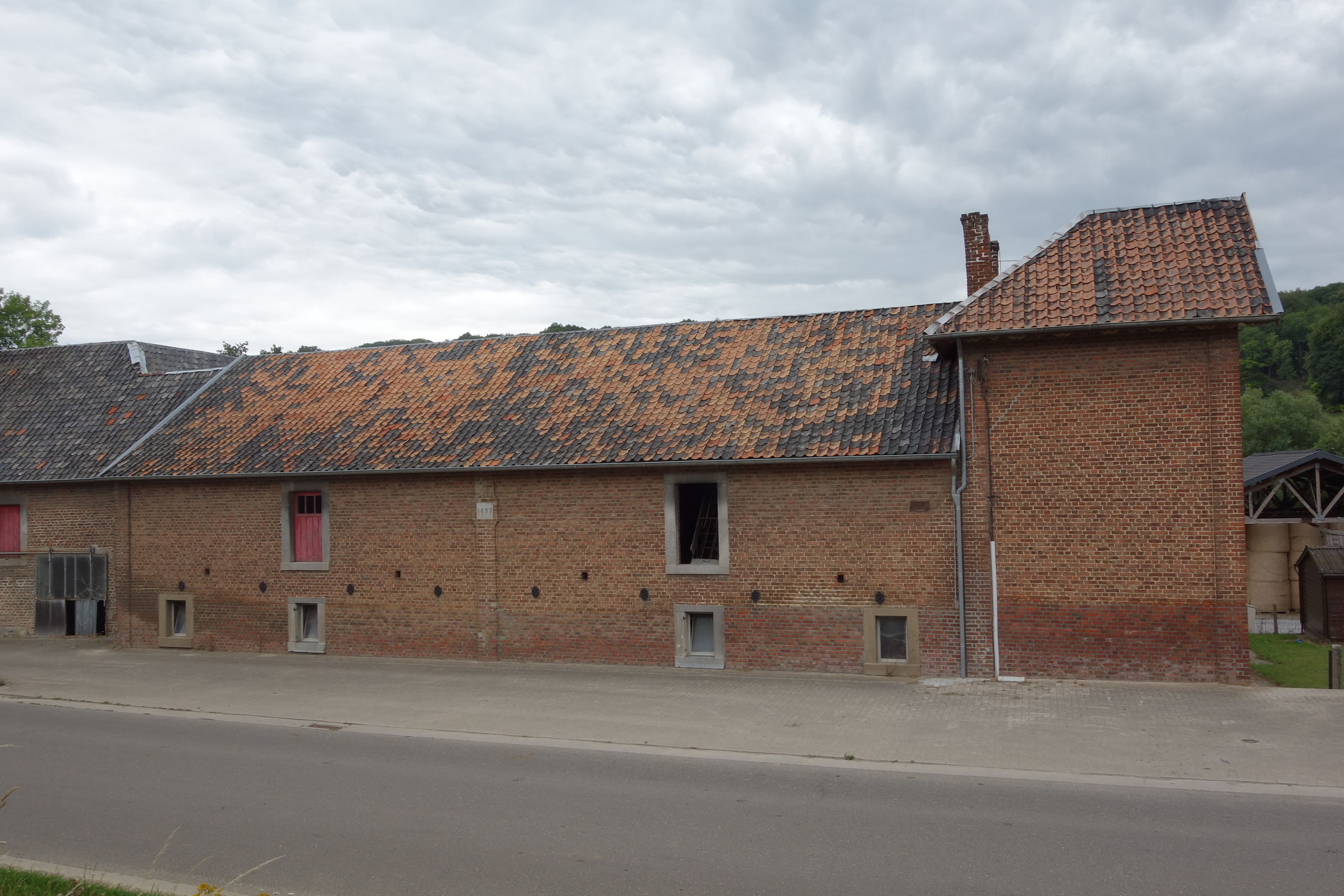
Kasteelhoeve
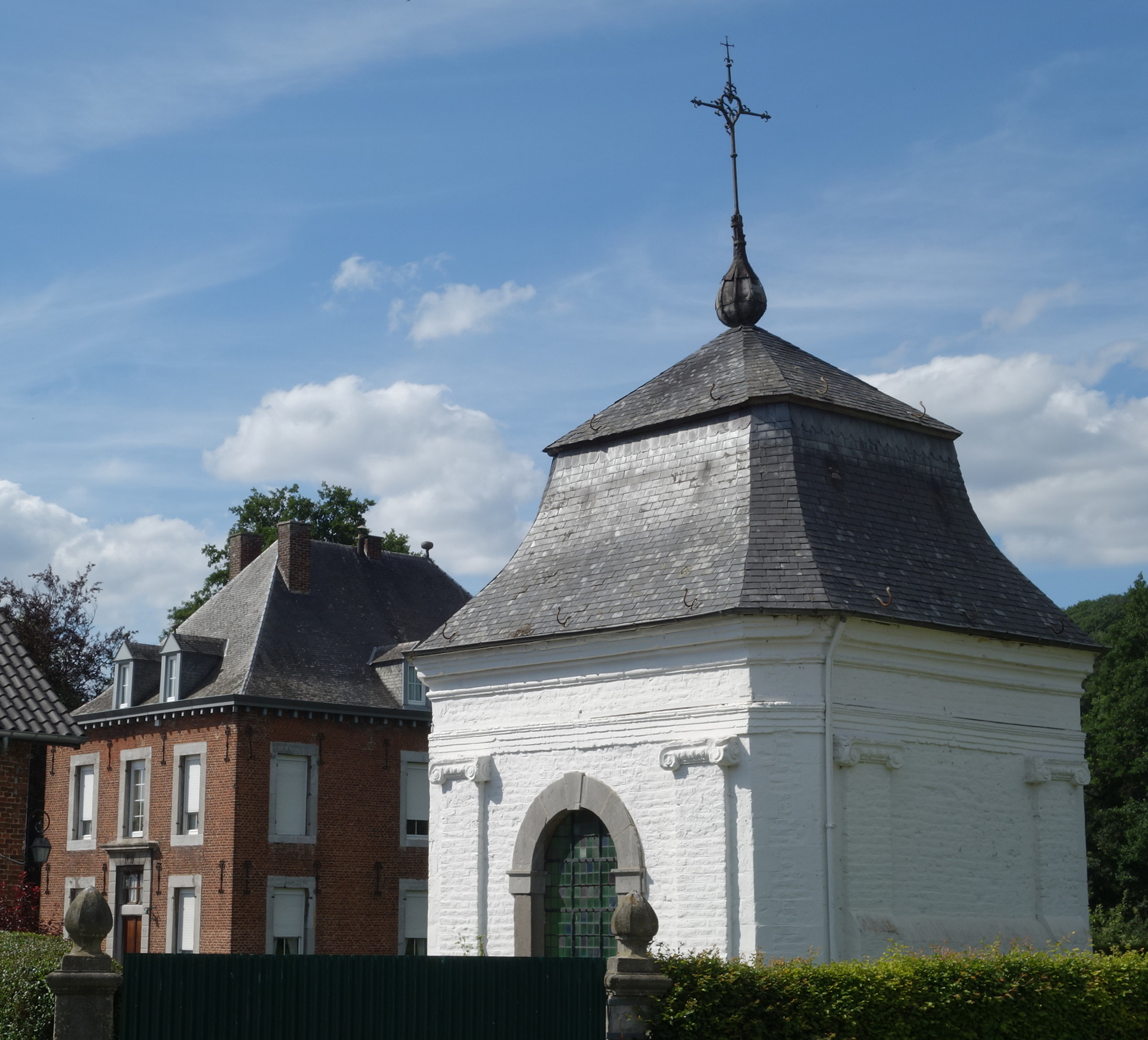
Herenhuis en kapel